# Icarus (2017)
Icarus é um filme-documentário estadunidense de 2017 dirigido e escrito por Bryan Fogel e Mark Monroe, que segue a história de Fogel, um ciclista amador envolvido em um escândalo de doping com a ajuda do chefe do laboratório antidoping Grigory Rodchenkov. Lançado no Festival Sundance de Cinema em 20 de janeiro e, em seguida, distribuído mundialmente pela Netflix em 4 de agosto.